# Hépou
Hépou est un vizir de l'Égypte antique. Il a servi sous le règne de Thoutmôsis IV. 

## Famille
La femme d'Hépou s'appelle Rennai. Un fils est montré dans la tombe TT66 donnant une offrande à Hépou et Rennai.

## Sépulture
Hépou a été enterré dans la tombe TT66 à Cheikh Abd el-Gournah dans la vallée des Nobles. La salle contient plusieurs scènes et l'une d'elles est un texte de l'installation d'Hépou en tant que vizir de Thoutmôsis IV,. Une autre scène représente l'atelier royal avec une statue du roi présentant un pilier Djed. 